# NK Karlovac 1919
NK Karlovac 1919 is een Kroatische voetbalclub uit Karlovac.
De club is opgericht in 1919 en kende vele naamswijzigingen. In 2008 promoveerde NK Karlovac vanuit het derde niveau. In 2009 werd de club tweede in de 2. HNL en promoveerde. Het verblijf in de 1. HNL duurde tot 2012 toen de club vanwege financiele problemen teruggezet werd en ophield te bestaan. Direct werd NK Karlovac 1919 opgericht als nieuwe club.

## Naamsveranderingen
- Borac (1919–1920)
- NŠK Karlovac (1920–1941)
- HŠK Velebit (1941–1945)
- Udarnik (1945–1948)
- Slavija (1948–1954)
- Karlovac (1954–1958)
- KSD (1958–1960)
- NK Karlovac (1960–2012)
- NK Karlovac 1919 (2012-heden)